# Zaworyczi
Zaworyczi (ukr. Заворичі) – wieś na Ukrainie, w obwodzie kijowskim, w rejonie browarskim. W 2001 liczyła 2241 mieszkańców.